# GEDmatch
GEDmatch és una base de dades online de genealogia genètica amb seu a Lake Worth, Florida, Estats Units. Permet als usuaris compartir i comparar els seus resultats d'ADN autosòmic provinents de diferents companyies de genealogia genètica. El lloc web va tenir un ressò mediàtic significatiu a l'abril de 2018 després de ser utilitzat per la policia per identificar un sospitós del cas de l'assassí de Golden State a Califòrnia. Altres agències policials van començar a utilitzar GEDmatch per a delictes violents, convertint-la en «la base de dades d'ADN i de genealogia de facto per a totes les forces de l'ordre», segons Sarah Zhang del The Atlantic. Al maig del 2019, GEDmatch va endurir les seves normes de privadesa i va demanar als usuaris que «optessin» per compartir les seves dades amb les forces de l'ordre.

## Història
GEDmatch té la seu a Lake Worth, Florida, i va ser fundada el 2010 per Curtis Rogers, un empresari jubilat, i John Olson, enginyer de transports, amb el principal propòsit d'ajudar a «investigadors i genealogistes aficionats i professionals», inclosos els adoptats que cerquen els pares biològics.